# 第91屆奧斯卡金像獎
第91屆奧斯卡金像獎（英語：91st Academy Awards）是美国电影艺术与科学学会為表彰2018年度傑出電影所頒發的獎項，頒獎典禮訂於2019年2月24日在加州洛杉矶好莱坞的杜比剧院舉行，共計頒發了24個類別的奥斯卡金像奖（也稱「学院奖」）。典礼电视转播由美国广播公司负责，唐娜·基利奧迪和格倫·魏斯担任制片人，魏斯兼任导演。本届是自1989年第61届奥斯卡金像奖以来，30年内首次不设主持人的一届。
2018年11月18日，第10届理事會獎在好莱坞和高地中心大会议厅举行。学院科学技术奖于2019年2月9日在加利福尼亚州比弗利山比佛利威爾希爾飯店举行，由演员大衛·奧伊羅主持。
《幸福綠皮書》赢得最佳影片，成为历史上第五部没有获得导演奖提名却最终拿下最佳影片的电影。《波希米亞狂想曲》凭借扮演弗雷迪·默丘里的雷米·馬利克的最佳男主角奖在内的四项大奖成为当晚最大赢家。《羅馬》和《黑豹》三项大奖紧随其后。此前赢得最佳导演奖的艾方索·柯朗拿下墨西哥的首个最佳外语片奖。在电影《真寵》中扮演英国女王安妮的奧莉薇雅·柯爾曼赢得最佳女主角奖。

## 入圍及得獎名單
提名名單於太平洋时间2019年1月22上午5點20分（UTC13点20分）。在加利福尼亞州貝弗利山塞缪尔·戈尔德温剧院公布，由演員庫梅爾·南賈尼和特蕾西·埃莉斯·罗斯公布提名。

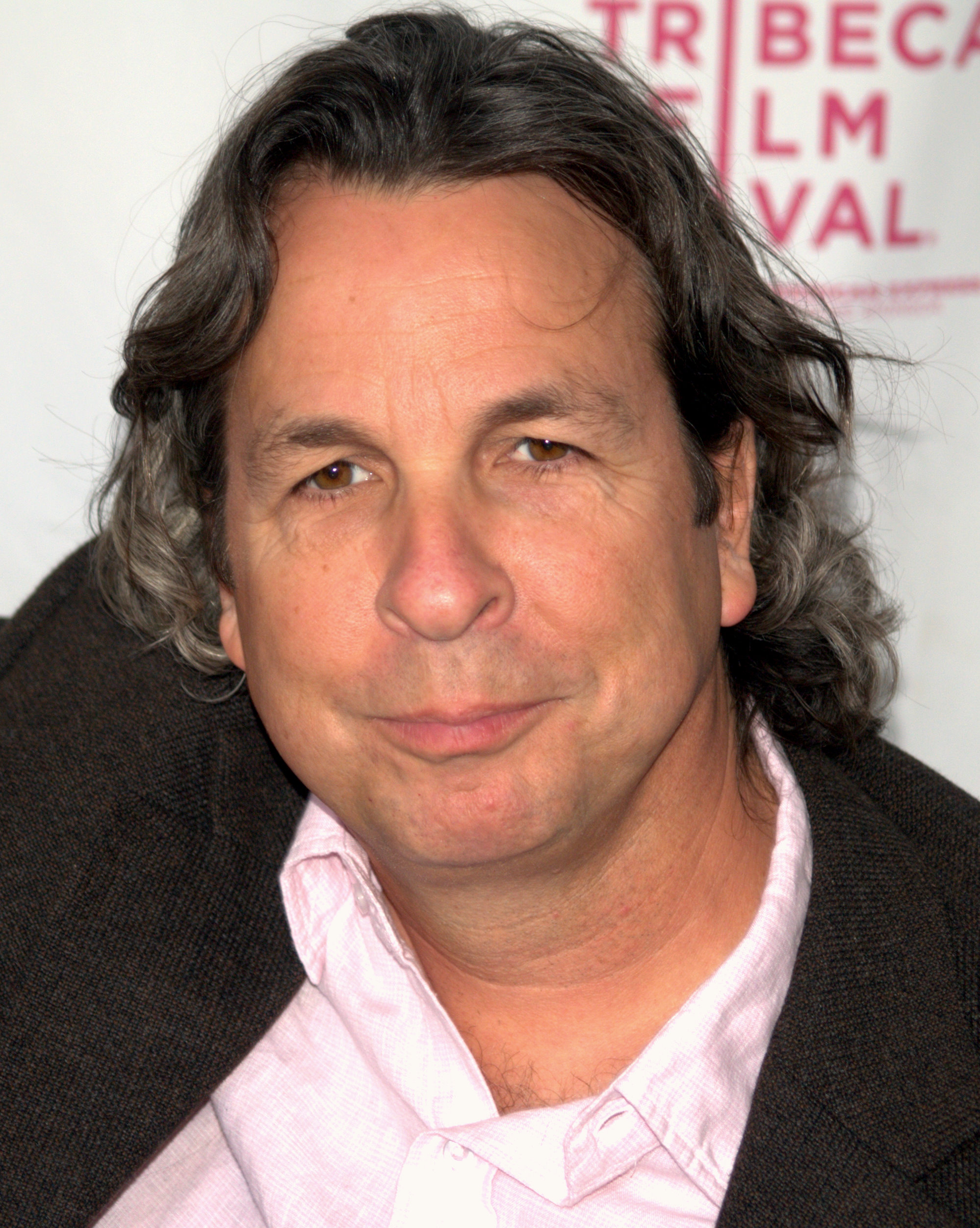
彼得·法拉利，最佳影片與最佳原創劇本得主

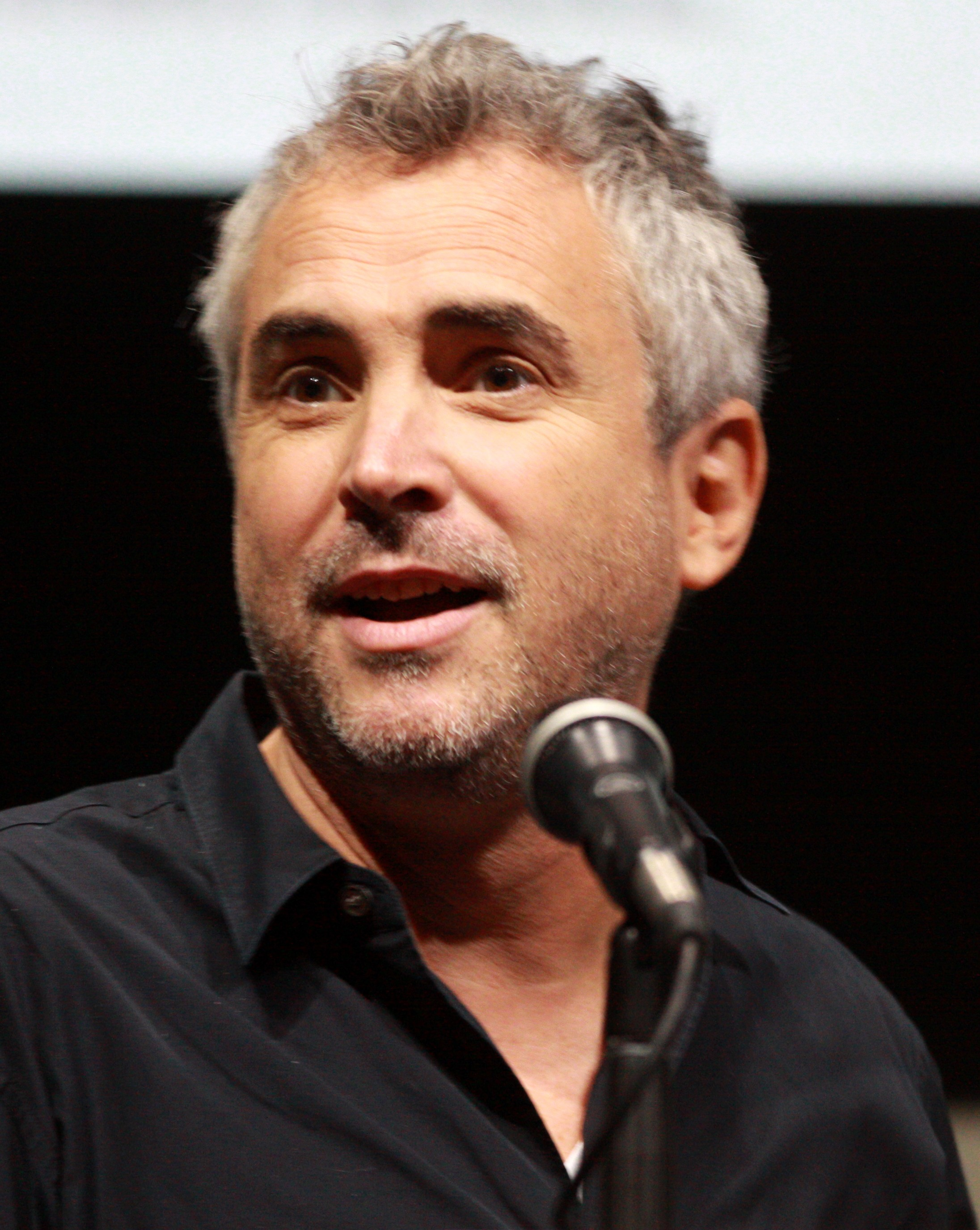
艾方索·柯朗，最佳導演、最佳攝影與最佳外語片得主

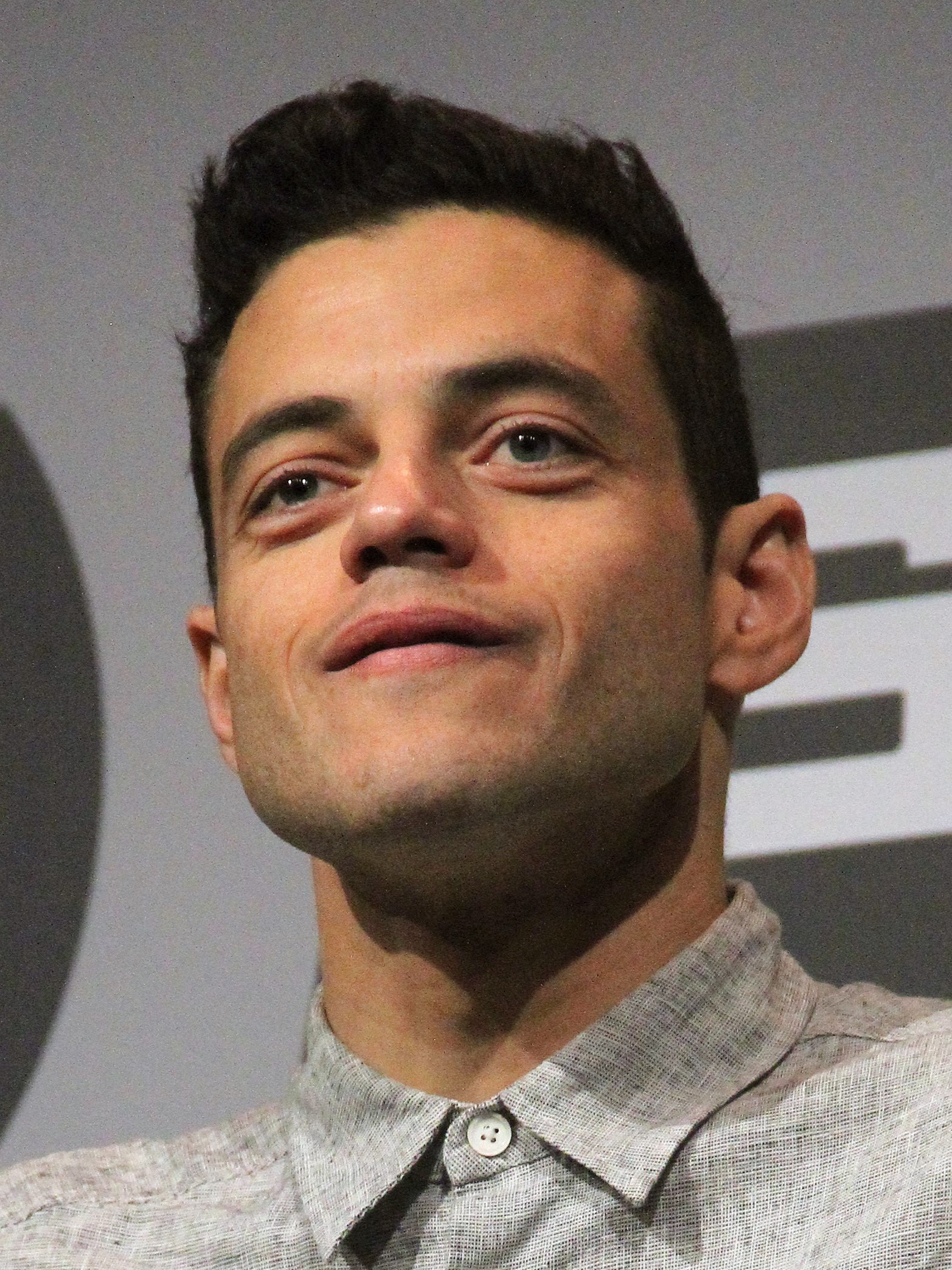
雷米·馬利克，最佳男主角得主（首次入圍得獎）

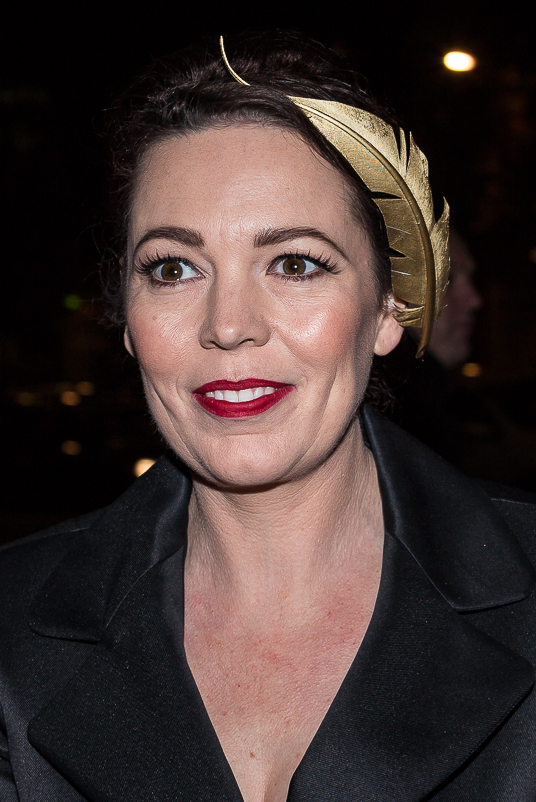
奧莉薇雅·柯爾曼，最佳女主角得主（首次入圍得獎）

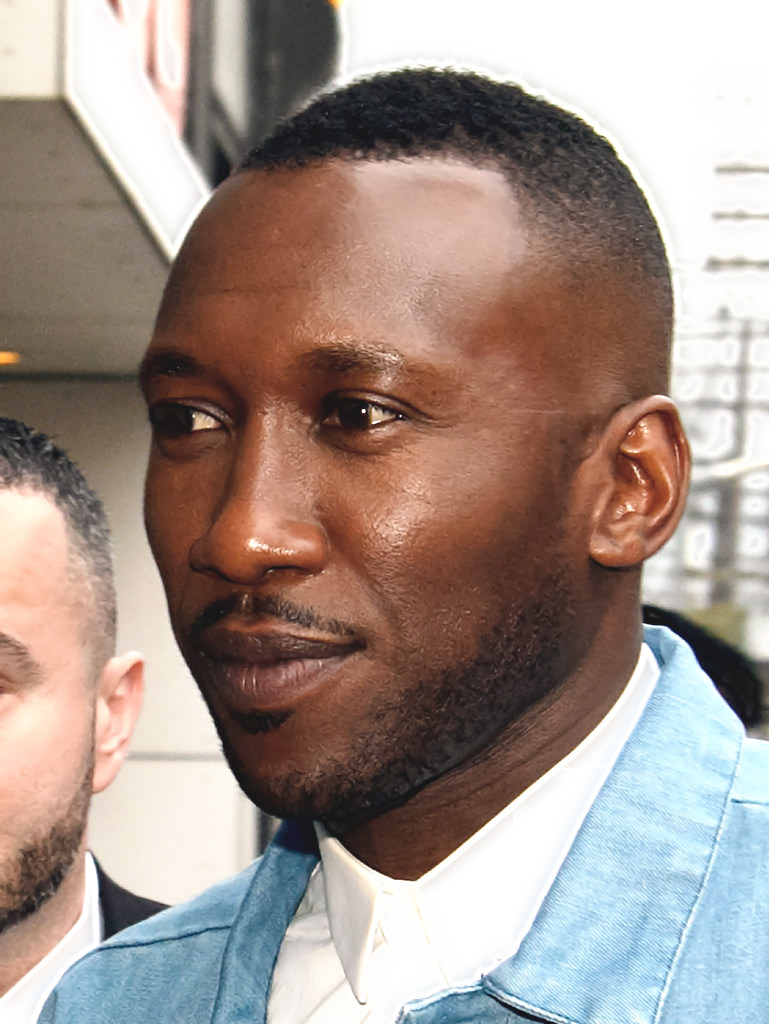
馬赫夏拉·阿里，最佳男配角得主

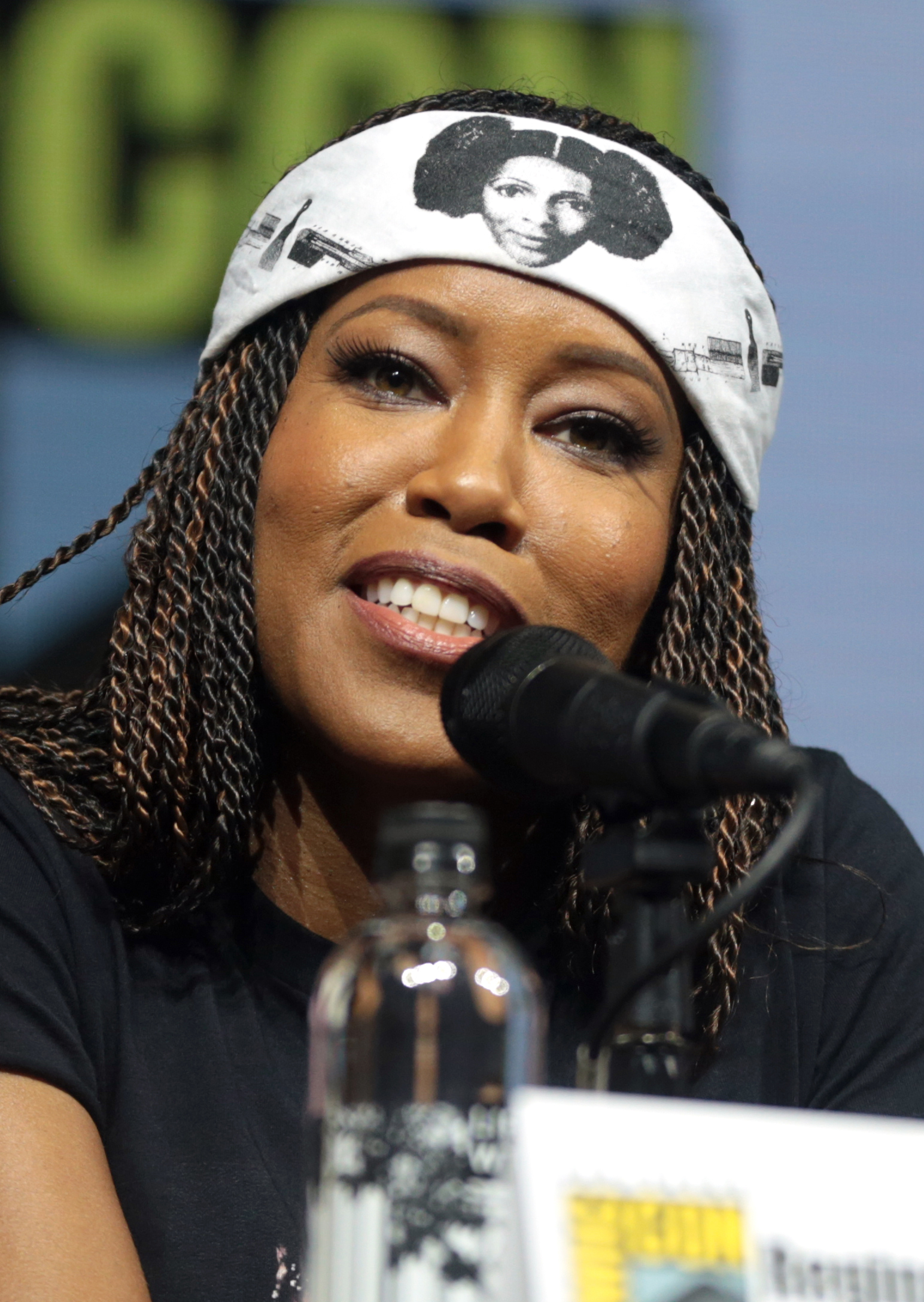
蕾吉娜·金恩，最佳女配角得主

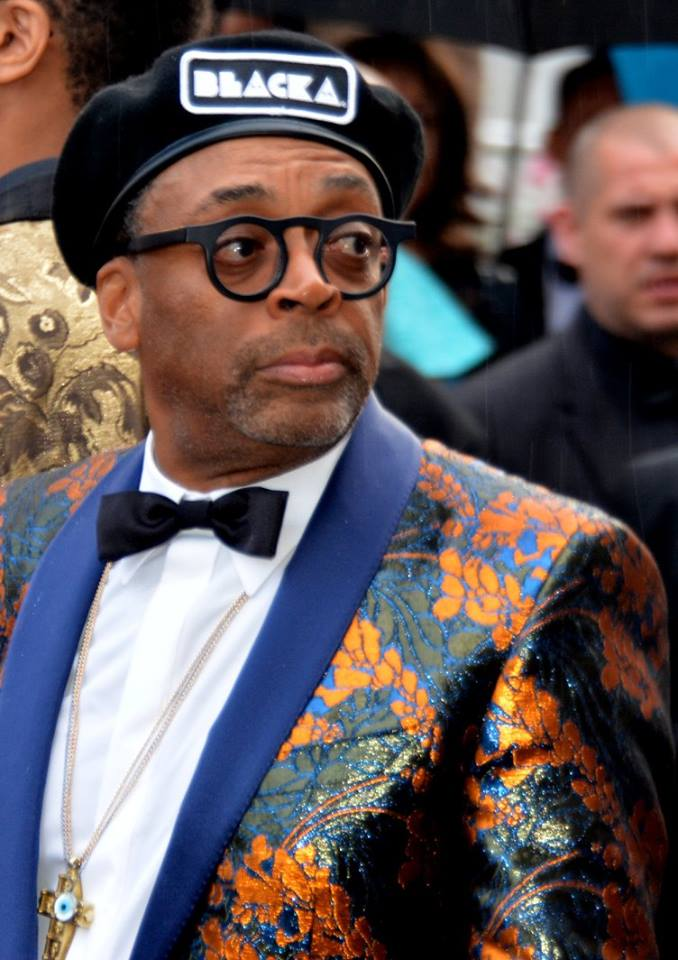
史派克·李，最佳改編劇本得主

女神卡卡，最佳原創歌曲得主

耶莉莎·阿帕里西奧憑藉《羅馬》，成為歷届首位提名主角表演獎項的美洲原住民。

### 獎項
注：得獎者將以標示。
| 最佳影片 | 最佳导演 |
| --- | --- |
| - 《幸福綠皮書》 - 《黑豹》 - 《黑色黨徒》 - 《波希米亞狂想曲》 - 《真寵》 - 《羅馬》 - 《一個巨星的誕生》 - 《為副不仁》 | - 《羅馬》：艾方索·柯朗 - 《黑色黨徒》：史派克·李 - 《沒有煙硝的愛情》：帕維烏·帕夫利科夫斯基 - 《真寵》：尤格·藍西莫 - 《為副不仁》：亞當·麥凱 |
| 最佳男主角 | 最佳女主角 |
| - 《波希米亞狂想曲》：雷米·馬利克 - 《為副不仁》：克里斯汀·貝爾 - 《一個巨星的誕生》：布萊德利·庫柏 - 《梵谷：在永恆之門》：威廉·達佛 - 《幸福綠皮書》：維果·莫天森 | - 《真寵》：奧莉薇雅·柯爾曼 - 《羅馬》：耶莉莎·阿帕里西奧 - 《愛·欺》：葛倫·克蘿絲 - 《一個巨星的誕生》：女神卡卡 - 《她的偽造遊戲》：瑪莉莎·麥卡錫 |
| 最佳男配角 | 最佳女配角 |
| - * 《幸福綠皮書》：馬赫夏拉·阿里 - 《黑色黨徒》：亞當·崔佛 - 《一個巨星的誕生》：山姆·埃利奧特 - 《她的偽造遊戲》：理查·E·格蘭特 - 《為副不仁》：山姆·洛克威爾 | - 《藍色比爾街的沉默》：蕾吉娜·金恩 - 《為副不仁》：艾米·亞當斯 - 《羅馬》： 瑪莉娜·德·塔維拉 - 《真寵》：艾瑪·史東 - 《真寵》：瑞秋·懷茲 |
| 最佳原創劇本 | 最佳改編劇本 |
| - 《幸福綠皮書》：尼克·瓦倫加（Nick Vallelonga）、布萊恩·庫里（Brian Currie）和彼得·法拉利 - 《真寵》：黛博拉·戴維斯（Deborah Davis）和托尼·麥克納馬拉 - 《牧師的最後誘惑》：保羅·許瑞德 - 《羅馬》：艾方索·柯朗 - 《為副不仁》：亞當·麥凱 | - 《黑色黨徒》：查理·沃希特爾（Charlie Wachtel）、大衛·拉貝諾威茲（David Rabinowitz）、凱文·威爾莫特和史派克·李 - 《西部老巴的故事》：柯恩兄弟 - 《她的偽造遊戲》：妮可·霍洛芬納和𠎀夫·惠尼 - 《藍色比爾街的沉默》：巴瑞·賈金斯 - 《一個巨星的誕生》：艾瑞克·羅斯、布萊德利·庫柏和威爾·費特斯（Will Fetters） |
| 最佳动画长片 | 最佳動畫短片 |
| - 《蜘蛛人：新宇宙》 - 《犬之島》 - 《超人特攻隊2》 - 《未來的未來》 - 《無敵破壞王2：網路大暴走》 | - 《包宝宝》 - 《動物行為》 - 《晚午》（Late Afternoon） - 《一小步》（One Small Step） - 《週末》 |
| 最佳紀錄長片 | 最佳紀錄短片 |
| - 《赤手登峰》 - 《黑尔郡的日与夜》 - 《滑板少年》 - 《恐怖分子的孩子》 - 《RBG：不恐龍大法官》 | - 《月事革命》（Period. End of Sentence） - 《黑羊》（Black Sheep） - 《遊戲結束》（End Game） - 《救生艇》（Lifeboat） - 《美国纳粹之夜》 |
| 最佳原創音樂 | 最佳原創歌曲 |
| - 《黑豹》：路德維希·約蘭森 - 《黑色黨徒》：泰倫斯·布蘭查德 - 《藍色比爾街的沉默》：尼可拉斯·布萊泰爾 - 《犬之島》：亞歷山大·戴斯培 - 《愛·滿人間》：馬克·夏曼 | - 《一個巨星的誕生》：擱淺帶（Shallow） - 《黑豹》：所有的星（All the Stars） - 《RBG：不恐龍大法官》：我會戰鬥（I'll Fight） - 《愛·滿人間》：失物的歸宿（The Place Where Lost Things Go） - 《西部老巴的故事》：當牛仔以他的馬刺換翅膀（When A Cowboy Trades His Spurs For Wings） |
| 最佳音效 | 最佳音效剪辑 |
| - 《波希米亞狂想曲》：保罗·梅西、提姆·卡瓦金（Tim Cavagin）和約翰·卡薩里（John Casali） - 《黑豹》：史蒂夫·布德加、布蘭登·普羅克托（Brandon Proctor）和彼得·戴夫林 - 《登月先鋒》：乔恩·泰勒、弗蘭克·蒙塔諾、李愛林和瑪麗·H·埃爾里斯 - 《羅馬》： 斯基普·列夫賽、克雷格·亨尼格漢（Craig Henighan）和荷西·安東尼奧·加西亞（José Antonio García） - 《一個巨星的誕生》：湯姆·奧辛尼奇（Tom Ozanich）、迪安·A·朱潘西奇、傑森·魯德（Jason Ruder）和史蒂夫·A·莫羅 | - 《波希米亞狂想曲》：約翰·沃爾赫斯特（John Warhurst）和妮娜·哈特斯通（Nina Hartstone） - 《黑豹》：本杰明·伯特（Benjamin A. Burtt）和史蒂夫·布德加（Steve Boeddeker） - 《登月先鋒》：李愛林和米爾德蕾德·伊特盧·摩根 - 《噤界》：伊森·范德芮恩（Ethan Van der Ryn）和埃里克·阿達爾（Erik Aadahl） - 《羅馬》： 塞吉歐·迪亞茲（Sergio Díaz）和斯基普·列夫賽 |
| 最佳美術設計 | 最佳摄影 |
| - 《黑豹》：漢娜·貝希勒和傑伊·哈特 - 《真寵》：費歐娜·克羅比（Fiona Crombie）和艾莉絲·費爾頓（Alice Felton） - 《登月先鋒》：納森·克羅利和凱西·盧卡斯（Kathy Lucas） - 《愛·滿人間》：約翰·邁爾和戈登·西姆 - 《羅馬》：歐亨尼奧·卡瓦列羅和芭芭拉·埃瑞奎茲（Barbara Enriquez） | - 《羅馬》：艾方索·柯朗 - 《沒有煙硝的愛情》：烏卡什·薩爾 - 《真寵》：羅比·萊恩 - 《無主之作》：凱萊布·丹斯切爾 - 《一個巨星的誕生》：馬修·里巴提克 |
| 最佳化妝與髮型設計獎 | 最佳服装设计 |
| - 《為副不仁》：葛瑞格·坎農、凱特·比斯科（Kate Biscoe）和派翠西亞·德哈尼（Patricia Dehaney） - 《邊境奇譚》：戈蘭·倫德斯特姆（Göran Lundström）和帕梅拉·戈爾達默（Pamela Goldammer） - 《雙后傳》：珍妮·席爾寇、馬克·佩爾徹（Marc Pilcher）和潔西卡·布魯克斯（Jessica Brooks） | - 《黑豹》：露絲·E·卡特 - 《西部老巴的故事》：瑪莉·佐弗雷斯 - 《真寵》：桑迪·鮑威爾 - 《愛·滿人間》：桑迪·鮑威爾 - 《雙后傳》：亞莉珊卓·拜恩 |
| 最佳實景短片 | 最佳外语片 |
| - 《皮膚》（Skin） - 《羈押》 - 《困獸》 - 《瑪格麗塔的情人》 - 《母親》（Mother） | - 《羅馬》（ 墨西哥） - 《我想有個家》（ 黎巴嫩） - 《沒有煙硝的愛情》（ 波蘭） - 《無主之作》（ 德国） - 《小偷家族》（ 日本） |
| 最佳剪辑 | 最佳视觉效果 |
| - 《波希米亞狂想曲》：約翰·奧特曼 - 《黑色黨徒》：巴里·亞歷山大·布朗 - 《真寵》：尤格斯・馬維洛普薩利迪斯 - 《幸福綠皮書》：帕特里克·J·唐維托（Patrick J. Don Vito） - 《為副不仁》：漢克·科爾文 | - 《登月先鋒》：保羅·蘭伯特、伊恩·杭特、特里斯坦·邁爾斯（Tristan Myles）和J·D·施瓦爾姆（J. D. Schwalm） - 《復仇者聯盟：無限之戰》：丹·德萊烏、凱利·波特、拉塞爾·厄爾和丹·蘇迪克 - 《摯友維尼》：克里斯·勞倫斯、麥可·伊姆斯（Michael Eames）、西奧·瓊斯（Theo Jones）和克里斯·寇堡 - 《一級玩家》：羅傑·蓋耶特、格拉迪·科費爾（Grady Cofer）、馬修·E·巴特勒和大衛·什爾克 - 《星際大戰外傳：韓索羅》：羅布·布雷多夫（Rob Bredow）、帕特里克·圖巴赫、尼爾·斯卡蘭和多米尼克·杜奧希（Dominic Tuohy） |

### 榮譽獎項
2018年11月8日，學院頒發第10屆理事會獎。得獎名單如下：
奧斯卡榮譽獎
- 西西莉·泰森 – 美國女演員[10]
- 拉羅·西弗林（英语：Lalo Schifrin） –  阿根廷裔美國作曲家[11]
- 馬文·李維（Marvin Levy） – 美國電影宣傳員[12]

欧文·G·托尔伯格纪念奖
- 凱斯琳·甘迺迪 – 美國製片人[13]
- 法蘭克·馬歇爾 – 美國製片人[14]

### 多項提名與獲獎
以下18部電影獲得多項提名：
| 提名數 | 作品                  |
| ------ | --------------------- |
| 10     | 《真寵》              |
| 10     | 《羅馬》              |
| 8      | 《一個巨星的誕生》    |
| 8      | 《為副不仁》          |
| 7      | 《黑豹》              |
| 6      | 《黑色黨徒》          |
| 5      | 《波希米亞狂想曲》    |
| 5      | 《幸福綠皮書》        |
| 4      | 《登月先鋒》          |
| 4      | 《愛·滿人間》         |
| 3      | 《你能原諒我嗎？》    |
| 3      | 《沒有煙硝的愛情》    |
| 3      | 《藍色比爾街的沉默》  |
| 3      | 《西部老巴的故事》    |
| 2      | 《犬之島》            |
| 2      | 《雙后傳》            |
| 2      | 《RBG：不恐龍大法官》 |

以下4部電影獲得多項大奖
| 奖项数 | 片名               |
| ------ | ------------------ |
| 4      | 《波希米亞狂想曲》 |
| 3      | 《羅馬》           |
| 3      | 《黑豹》           |
| 3      | 《幸福綠皮書》     |

## 表演者和颁奖者
注：按出场顺序排列。

### 表演者
| 名字                    | 角色       | 表演                                                               |
| ----------------------- | ---------- | ------------------------------------------------------------------ |
| 瑞奇·邁納               | 编曲、指挥 | 管弦乐团                                                           |
| 皇后乐队 亚当·兰伯特    | 表演者     | 《We Will Rock You》 & 《我们是冠军》                              |
| 珍妮佛·哈德遜           | 表演者     | 《鲁斯·巴德·金斯伯格》歌曲《I'll Fight》                           |
| 贝蒂·米勒               | 表演者     | 《愛·滿人間》歌曲《The Place Where Lost Things Go》                |
| 大衛·羅林斯 吉蓮·沃爾奇 | 表演者     | 《西部老巴的故事》歌曲《When a Cowboy Trades His Spurs for Wings》 |
| 布萊德利·庫柏 Lady Gaga | 表演者     | 《星夢情深》歌曲《擱淺帶》                                         |
| 洛杉矶爱乐乐团          | 表演者     | 《超人》歌曲《Leaving Home》（約翰·威廉斯创作，于“缅怀”环节演奏）  |

### 颁奖者
| 名字                           | 角色                                                                 |
| ------------------------------ | -------------------------------------------------------------------- |
| 兰迪·托马斯                    | 宣布开场                                                             |
| 蒂娜·菲 艾米·波勒 玛雅·鲁道夫  | 颁发最佳女配角                                                       |
| 海倫·美蘭 杰森·莫玛            | 最佳纪录片                                                           |
| 汤姆·莫列罗                    | 介绍最佳影片提名作品《為副不仁》                                     |
| 艾尔西·费舍尔 史蒂芬·詹姆斯    | 颁发最佳化妆与发型设计奖                                             |
| 布萊恩·泰瑞·亨利 梅丽莎·麦卡西 | 颁发最佳服装设计奖                                                   |
| 克里斯·埃文斯 珍妮弗·洛佩兹    | 颁发最佳艺术指导奖                                                   |
| 泰勒·派瑞                      | 颁发最佳攝影獎                                                       |
| 艾美莉·克拉克                  | 介绍最佳原创歌曲提名作品《I'll Fight》                               |
| 塞雷娜·威廉姆斯                | 介绍最佳影片提名作品《星夢情深》                                     |
| 達娜·古瑞拉 詹姆斯·麥艾維      | 颁发最佳音乐剪辑奖和最佳音响效果奖                                   |
| 拉蒂法女皇                     | 介绍最佳影片提名作品《真寵》                                         |
| 哈維爾·巴登 安琪拉·貝瑟        | 颁发最佳外语片奖                                                     |
| 基根-麥可·奇                   | 介绍最佳原创歌曲《The Place Where Lost Things Go》                   |
| 特雷弗·諾亞                    | 介绍最佳影片提名作品《黑豹》                                         |
| 米高·基頓                      | 颁发最佳影片剪辑奖                                                   |
| 丹尼尔·克雷格 查理兹·塞隆      | 颁发最佳男配角奖                                                     |
| 蘿拉·鄧恩                      | 介绍奧斯卡電影博物館                                                 |
| 法瑞尔·威廉姆斯 杨紫琼         | 颁发最佳動畫片獎                                                     |
| 凯茜·马斯格雷夫斯              | 介绍最佳原创歌曲提名作品《When a Cowboy Trades His Spurs for Wings》 |
| 达娜·卡维 麥克·邁爾斯          | 介绍最佳影片提名作品《波希米亞狂想曲》                               |
| 奧卡菲娜 约翰·穆拉尼           | 颁发最佳动画短片奖和最佳纪录短片奖                                   |
| 何塞·安德烈斯 狄亞哥·盧納      | 介绍最佳影片提名作品《羅馬》                                         |
| 莎拉·保罗森 保羅·路德          | 颁发最佳視覺效果獎                                                   |
| 基基·萊恩 克萊斯汀·瑞特        | 颁发最佳實景短片奖                                                   |
| 森姆·積遜 布丽·拉尔森          | 颁发最佳原创剧本奖和最佳改編劇本獎                                   |
| 麥可·B·喬丹 泰莎·湯普森        | 颁发最佳原创音乐奖                                                   |
| 查德維克·博斯曼 吳恬敏         | 颁发最佳原创歌曲奖                                                   |
| 约翰·贝利 （学院主席）         | 缅怀环节开场                                                         |
| 芭芭拉·史翠珊                  | 介绍最佳影片提名作品《黑色黨徒》                                     |
| 艾莉森·珍妮 加里·奧德曼        | 颁发最佳男主角奖                                                     |
| 約翰·路易斯 阿曼德拉·斯坦伯格  | 介绍最佳影片提名作品《幸福綠皮書》                                   |
| 法蘭絲·麥杜雯 山姆·洛克威尔    | 颁发最佳女主角奖                                                     |
| 吉勒摩·戴托羅                  | 颁发最佳导演奖                                                       |
| 茱莉娅·罗伯茨                  | 颁发最佳影片奖                                                       |

## 典禮資訊

### 主持人
2018年12月4日，官方宣布凯文·哈特擔任典禮主持。在公布主持人後，凱文·哈特昔日恐同言論再度被提出來討論，官方要求凱文為此言論道歉，否則不排除更換其他人選，然而凱文拒絕道歉，並不介意被撤換職務。同月6日，凱文·哈特向LGBTQ族群道歉，並宣布請辭主持工作。歷屆奧斯卡主持人塞思·麦克法兰、艾倫·狄珍妮、尼爾·柏德烈·夏里斯、基斯·洛克和吉米·坎摩爾都回應無興趣主持該屆典禮。
2019年1月9日，報導指AMPAS選擇以沒有主持人且僅以頒獎嘉賓介紹片段和獎項的方式進行典禮，使得此屆成為自1989年的第61届以來第一次沒有指定主持人。届時典禮將由頒獎嘉賓兼任主持人的工作。

### 最佳人氣電影獎
2018年8月8日美国电影艺术与科学学会宣布新增最佳人氣電影獎，以獎勵年度流行文化的熱門電影。奖项遭到极力抵制，于是学院之后以“检视并寻求新奖项的其他意见”为由推迟奖项。

### 缩短直播环节
2019年1月25日，学院宣布为缩减节目时长，计划只在现场表演《浅滩》和《所有的星》两首最佳原创歌曲提名作品。迫于观众和林-曼努爾·米蘭達等音乐界人士的压力，学院六天后撤回了决定。
2019年2月11日，学院表示最佳摄影、最佳实景短片、最佳剪辑、最佳化妆发型四大奖项会在广告时段颁发，以缩短节目时长。奖项颁奖过程会在网络直播，获奖者感言之后会在电视直播中重放。此举遭到观众和电影从业者的一致反弹，包括吉勒摩·戴托羅、马丁·斯科塞斯、昆汀·塔伦蒂诺、达米恩·查泽雷、斯派克·李和阿方索·卡隆等。四天后，学院撤回决定，重新表示24个奖项都会现场直播。

### 提名影片票房成绩
| 影片               | 提名揭晓前 （1月22日前） | 提名揭晓后 （1月22日-2月24日） | 颁奖典礼后 （2月24日后） | 总计          |
| ------------------ | ------------------------ | ------------------------------ | ------------------------ | ------------- |
| 《黑豹》           | 7.001亿                  | –                              | –                        | 7.001亿       |
| 《波西米亚狂想曲》 | 2.025亿                  | 940万                          | –                        | 2.119亿       |
| 《一个明星的诞生》 | 2.048亿                  | 500万                          | –                        | 2.098亿       |
| 《绿皮书》         | 4,250万                  | 2,330万                        | –                        | 6,580万       |
| 《黑色党徒》       | 4,850万                  | 217,855                        |                          | 4,870万       |
| 《为副不仁》       | 3,950万                  | 650万                          | –                        | 4,610万       |
| 《宠儿》           | 2,300万                  | 810万                          | –                        | 3,100万       |
| 《罗马》           | Netflix未公开            | Netflix未公开                  | Netflix未公开            | Netflix未公开 |
| 总计               | 12.78亿                  | 5,260万                        | –                        | 13.13亿       |
| 片均               | 1.576亿                  | 750万                          | –                        | 1.876亿       |

截至2019年1月22日提名揭晓，八部最佳影片提名作品中的七部北美票房达12.61亿美元，打破2011年第83届奥斯卡金像奖最佳影片纪录。片均票房1.57亿，其中只有《黑豹》、《一个明星的诞生》和《波西米亚狂想曲》三部影片的票房超过5,000万。
32部提名影片中有12部位列年度票房50强榜单，只有《黑豹》（第1位）、《超人总动员2》（第3位）、《波西米亚狂想曲》（第12位）、《一个明星的诞生》（第13位）、《无敌破坏王2：大闹互联网》（第14位）、《蜘蛛侠：平行宇宙》（第18位）、《绿皮书》（第46位）7部电影获得最佳影片、最佳动画片或任何导演、表演或编剧奖项。其他获得提名的票房榜50强作品还包括《复仇者联盟3：无限战争》（第1位）、《游侠索罗：星球大战外传》（第10位）、《寂静之地》（第15位）、《欢乐满人间2》（第19位）、《头号玩家》（第42位）和《克里斯托弗·罗宾》（第34位）。

### 收视率
美国转播观看人数2,960万，较2018年（录得奥斯卡迄今为止最低收视）上升12%，18到49岁观众群收视率7.7。

## 缅怀
缅怀环节由学院主席约翰·贝利开场；背景音乐是約翰·威廉斯作曲的电影《超人》背景音乐《Leaving Home》，由古斯塔沃·杜達美指挥，洛杉矶爱乐乐团演奏。
- 苏珊·安斯帕奇（英语：Susan Anspach） – 演员
- 埃曼諾·奧爾米（英语：Ermanno Olmi） – 导演、编剧
- 理查德·格林伯格（英语：Richard Greenberg） –  片名标志设计、特效
- 约翰·卡特 – 剪辑
- 约翰·莫里斯 – 作曲
- 貝納多·貝托魯奇 – 导演、编剧
- 米切尔·莱格兰德 – 作曲
- 马戈迪·基德尔 – 女演员
- 艾利克斯·戈丁 – 选角导演
- 尼爾·賽門 – 编剧
- 理查德·H·克林因（英语：Richard H. Kline） – 摄影
- 塔维亚尼兄弟 – 导演、编剧
- 伊丽莎白·宋（英语：Elizabeth Sung） – 演员
- 弗朗索瓦·博诺（英语：Françoise Bonnot） – 剪辑
- 畢·雷諾斯 – 演员、导演
- 基蒂·奥尼尔 – 特技演员
- 巴勃罗·费罗（英语：Pablo Ferro） – 片名标志设计、图形艺术
- 塞缪尔·哈迪达（英语：Samuel Hadida） – 制片、经销、行政
- 鄒文懷 – 制片、行政
- 皮埃尔·里斯安 – 电影策展、公关、经销、制片
- 安娜·V·科茨（英语：Anne V. Coates） – 电影剪辑
- 保羅·布洛赫（英语：Paul Bloch） – 公关
- 橋本忍 – 编剧
- 理查德·马克斯（英语：Richard Marks） – 电影剪辑
- 斯特凡娜·奥德朗 – 演员
- 罗比·穆勒 – 摄影
- 克雷格·夏丹（英语：Craig Zadan） – 制片
- 芭芭拉·哈里斯 – 演员
- 克勞德·朗玆曼 – 纪录片导演
- 马丁·布雷格曼（英语：Martin Bregman） – 制片、经纪
- 尼尔森·佩雷拉·多斯·桑托斯（英语：Nelson Pereira dos Santos） – 导演
- 威尔·文顿（英语：Will Vinton） – 动画师
- 米洛斯·福曼 – 导演
- 維托爾德·貢布羅維奇（英语：Witold Sobociński） – 摄影师
- 丹尼爾·斯瑞派克 – 化妆师
- 潘妮·马歇尔 – 导演、制片、演员
- 高畑勳 – 动画导演
- 斯蒂芬·沃恩（英语：Stephen Vaughan） – 剧照
- 史丹·李 – 漫画作者、执行制作
- 威廉·戈德曼 – 编剧
- 约翰·M·德怀尔（英语：John M. Dwyer） – 场景设计
- 塔布·亨特（英语：Tab Hunter） – 演员
- 伊冯娜·布莱克（英语：Yvonne Blake） – 服装设计
- 尼可拉斯·羅吉（英语：Nicolas Roeg） – 导演、摄影
- 詹姆斯·凯伦（英语：James Karen） – 演员
- 格雷格·鲁德洛夫 – 混音
- 格洛丽亚·卡茨（英语：Gloria Katz） – 编剧、制片
- 布鲁诺·冈茨 – 演员
- 奥黛丽·威尔斯（英语：Audrey Wells） – 编剧、导演
- 亞伯特·芬尼 – 演员
- 林岭东 - 导演（未列入）

## 国际电视转播
- 中国大陆——芒果TV和CCTV-6
- 香港——TVB
- 台灣——台视

## 外部連結
- 奧斯卡獎官方網站 （页面存档备份，存于）（英文）
- 美國電影藝術與科學學會官方網站 （页面存档备份，存于）（英文）
- YouTube上的第91屆奧斯卡金像獎頻道